# Борис Блахер
Борис Блахер (нім. Boris Blacher; 6 (19) січня 1903, Нючжуан (нині Їнкоу), Китай — 30 січня 1975, Берлін) — німецький композитор, музикознавець, педагог.

## Біографія і творчість
Борис Блахер народився в часи коли його батьки жили в російськомовній громаді маньчжурського міста Нючжуан (кит.: 牛庄镇). Батько, Едвард Блахер, родом з Таллінна, керував відділами російсько-німецького банку в Китаї, Сибіру і Маньчжурії. Мати — Хелене Блахер (народжена Вульф), німкеня. Борис Блахер навчався в школі в містах Яньтай і Ухань, Іркутська і Харбіна. Опанував побіжно німецькою, російською, англійською, китайською та італійською мовами. Вчився грати на скрипці і фортепіано. Цікавився оперним театром і працював як практикант на різних сценах.
У 1922 році через Шанхай і Париж потрапив в Берлін. Спочатку вивчав архітектуру і математику, з 1924 року почав здобувати вищу музичну освіту (серед його вчителів, зокрема, Фрідріх Ернст Кох).
У 1925 році створив музику до кінофільму про Бісмарка, в 1927 році три п'єси для флейти, двох кларнетів та ударних, в 1929 році камерну дадаїстичну оперу «Хабемеаяя» (ест. Habemeajaja — Перукар). Заробляв на життя уроками музики, написанням розважальної музики, а також як тапер в кінотеатрах.
У 1937 році Берлінський філармонічний оркестр під керуванням Карла Шуріхта виконав його Concertante Musik für Orchester (Концертну музику для оркестру). Блахер став педагогом в Дрезденській консерваторії, але в 1939 році був звільнений, так як виступив на захист музики Арнольда Шенберга, Пауля Гіндеміта і Даріуса Мійо.
Після другої світової війни створив багато творів, в тому числі популярні «Варіації на тему Паганіні» для оркестру (1947). Йому належать в цілому 14 опер, 9 балетів, концерти для фортепіано, скрипки, альта, віолончелі, труби, кларнета, симфонії, кантати, твори для хору та камерних ансамблів і пісні. У своїх творах користувався власною системою «змінного метра». Більшість його творів атональні, але завдяки яскравому інструментуванню і безтурботному настрою це не завадило їм здобути масове визнання. У 1960 році Блахер зайнявся електронною музикою. Цікавився також джазом.
Викладав в класі композиції в Міжнародному музичному інституті (Берлін-Целендорф). У 1948 році був призначений професором Берлінської вищої школи музики, в 1953—1971 рр. її директор. До числа його учнів належали такі відомі композитори, як Готфрід фон Айнем, Джордж Крам, Арне Меллнес, Юн Ісан, Франсіс Бурт, Клаус Губер, Гюнтер Кохан і Аріберт Райманн.
Дружиною Бориса Блахера була піаністка Герта Блахер-Герцог (нар. 1922). З чотирьох дітей двоє вибрало професію артиста: син Коля (нар. 1963) став скрипалем, дочка Тетяна (нар. 1956) акторкою.

## Вибрані твори
- Симфонія (1938)
- Струнний квартет № 2 (1940)
- Княжна Тараканова, опера (1940)
- Великий Інквізитор (Der Großinquisitor, тв. 21), ораторія для баритона, хору і оркестру за мотивами поеми Ф. М. Достоєвського (1942)
- Ромео і Джульєтта, камерна опера заШекспіром (1943)
- Концерт для скрипки (1948)
- Гамлет, балет за Шекспіром (1949)
- Німецькі казки, балет-опера (1949/1952)
- Лісістрата, балет за Арістофаном (1950)
- Концерт для фортеп'яно № 2 (1952)
- Абстрактна опера № 1 (1953)
- Концерт для альта, тв. 48 (1954)
- Венеціанський мавр, балет за Шекспіром (1955)
- Концерт для віолончелі (1964, прем'єрне виконання — Зігфрід Пальм)
- Трістан, балет (1965)
- Anacaona, шість віршів Альфреда Теннісона (1969)
- Івонна, принцеса бургундська, опера за драмою Ґомбровича (1973)
- Поема для розширеного оркестру (1974, присв. Тетяні Гзовській)
- Варіації на тему Чайковського для віолончелі та фортепіано (1974)
- 24 прелюдії для фортепіано (1974)